# Хмисс
Хмисс (фр. hmiss) — салат алжирской кухни, приготовляемый из жареных помидоров и перца с оливковым маслом.

## Описание
Хмисс готовят практически везде в Алжире, с небольшими отличиями от одного региона к другому. Так, в восточном Алжире его готовят с чесноком, помидорами и жареным перцем.
В Кабилии его готовят из тех же овощей, затем заправляют оливковым маслом, иногда в конце добавляют взбитые яйца, перемешивая и давая медленно готовиться.
В Тлемсене его готовят из оливкового масла, перца, помидоров, чеснока, яиц, кинзы и приправляют тмином.